# EPUB
EPUB (skrót od electronic publication) – otwarty standard, oparty na języku XML, służący do publikowania elektronicznych książek (e-booków). Jest to bezpośredni następca rozwijanego wcześniej formatu Open eBook. Tworzone w nim książki nie mają podziału na strony, choć istnieje możliwość wyświetlania na marginesie numeru strony pochodzącego z książki drukowanej. Format ten jest coraz szerzej stosowany w czytnikach książek elektronicznych.

## Historia
EPUB stał się oficjalnym standardem International Digital Publishing Forum (IDPF) we wrześniu 2007, kiedy zastąpił starszy standard Open eBook.

## Cechy
- Możliwość powiększania czcionki
- Grafika wektorowa i rastrowa
- Wbudowane metadane
- Możliwość zastosowania DRM
- Stosowanie CSS

## Oprogramowanie
- iBooks (iOS)
- sReader (iOS)
- EPUBReader – darmowe rozszerzenie do przeglądarki Firefox
- Aldiko (Android)
- Ionic (Symbian^3 i nowszy)[1]
- Sumatra PDF (Windows)
- FBReader (Linux/Android)